# Uggeltjärnen (Boda socken, Dalarna)
Uggeltjärnen är en sjö i Rättviks kommun i Dalarna och ingår i Dalälvens huvudavrinningsområde.